# 76 Ursae Majoris
76 Ursae Majoris är en vit jätte i stjärnbilden Stora björnen. Stjärnan har visuell magnitud +6,02 och är knappt synlig för blotta ögat vid god seeing. Den ligger på ett avstånd av ungefär 580 ljusår.